# Hemoliza
Hemoliza je pojam koji označava raspadanje crvenih krvnih stanica (eritrocita) što uzrokuje izlaženja staničnih sastojaka (hemoglobin) u izvanstaničnu tekućinu unutar krvnih žila ili u tkiva. 
Hemoliza eritrocita u čovjeku može nastati zbog mnogih nasljednih ili stečenih uzroka, što može rezultirati anemijom. Tako nastale anemije nazivaju se hemolitičke anemije.

## Hemoliza izvan tijela (in vitro)
Pojam hemoliza se koristi i za raspadanje crvenih krvnih stanica izvan tijela (npr. kod labaratorijsko-dijagnostičih pretraga, u uzorku krvi, pribavljenim za analizu, može doći do neželjene hemolize, što može uzrokovati netočne vrijednost rezultata).

## Hemoliza u mikrobiologiji
Hemoliza u mikrobiologiji koristi se u utvrđivanju mikroorganizma, na temelju mogućnosti poraslih kultura bakterija na krvnom agaru da razgrađuju eritrocite. Kada bakterije porastu na krvnom agaru, uzrokovanje (ili neuzrokovanje) hemolize crvenih krvnih stanica (obično ovčjih) prisutnih u mediju pomaže u utvrđivanju vrste organizma koji raste. 
Tvar pomoću koje bakterije uzrokuju hemolizu naziva se hemollizin i prisutna je kod određenih sojeva bakterija.